# Анаконда
Анако́нда, или гига́нтская анако́нда, или обыкнове́нная анако́нда, или зелёная анако́нда (лат. Eunectes murinus), — вид змей из подсемейства удавов (Boidae).

## Внешний вид

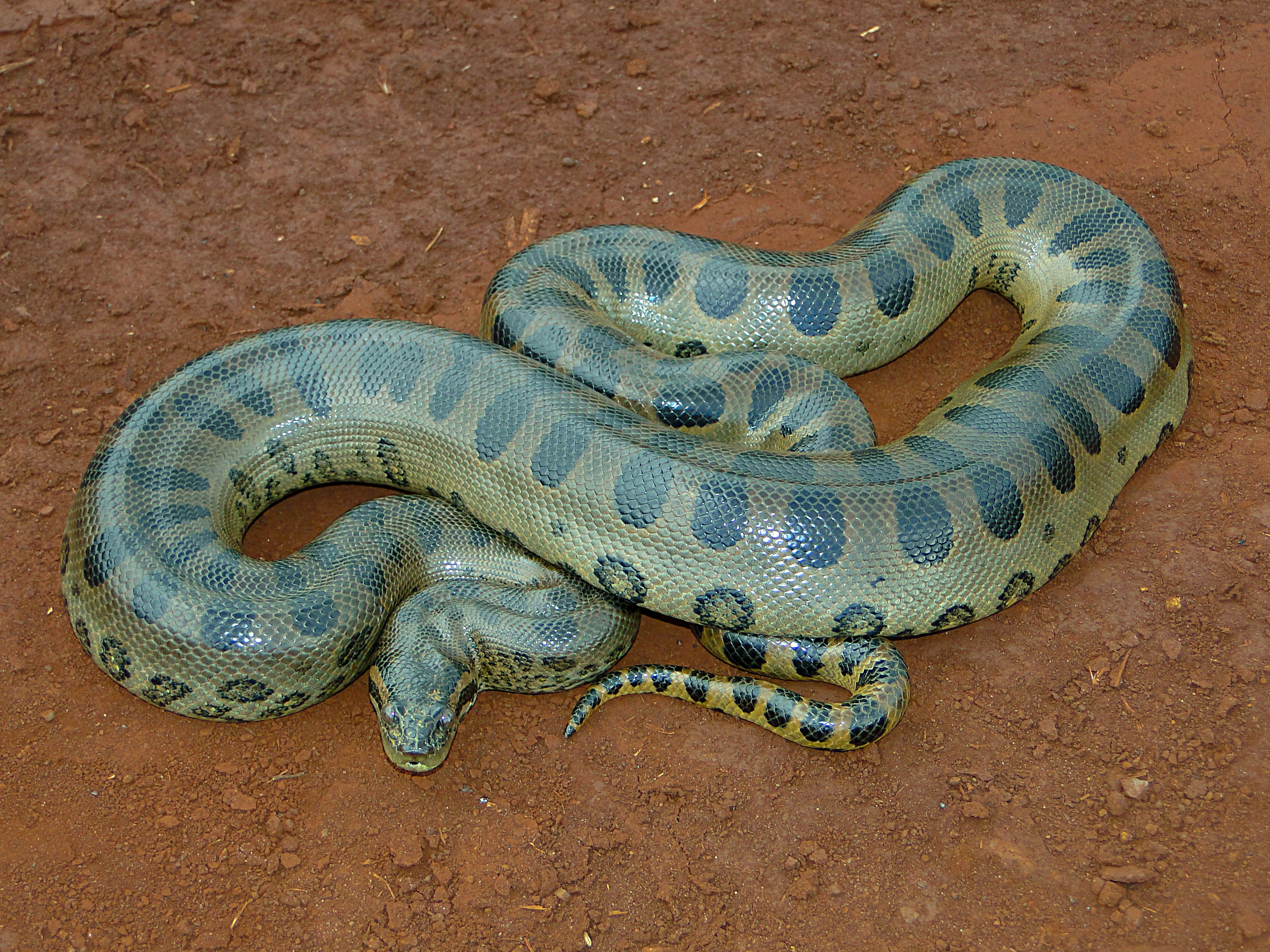

Анаконда — самая массивная змея современной мировой фауны. Основная окраска тела анаконды — серовато-зелёная с двумя рядами больших бурых пятен округлой или продолговатой формы, чередующихся в шахматном порядке. По бокам тела идёт ряд желтых пятен меньшего размера, окружённых чёрными кольцами. Такая окраска эффективно скрывает змею, когда она затаивается в тихой воде, покрытой бурыми листьями и пучками водорослей. Анаконда не ядовита — её слюна совершенно безвредна для человека, хотя раны от зубов могут быть весьма болезненны.

### Размеры
Существует множество сведений об анакондах длиной более 6 м, но ни одно из подобного рода наблюдений не является достоверным. Так, известный шведский натуралист Георг Даль в своей книге «Дикие дороги» (1969; рус. пер. 1972) рассказывает о поимке им на реке Гуаяберо в джунглях Колумбии анаконды длиной 8,43 м. Другой шведский натуралист Рольф Бломберг в своей книге «Змеи-гиганты и страшные ящеры», ссылаясь на данные Клиффорда Поупа, упоминает экземпляр анаконды длиной 28 футов, то есть 8,54 м. Описывается даже случай поимки в 1944 году в Колумбии анаконды длиной 11 м 43 см. Длина наиболее крупных анаконд из когда-либо описанных в литературе (П. Фосеттом) указывается в 62 фута (18,59 м) и даже 80 футов (24,38 м), однако документально эти данные не подтверждены.
По официальным сведениям, наиболее крупная из пойманных в Венесуэле самок анаконд достигала 5,21 м в длину при массе 97,5 кг, при том что через руки учёных прошло не менее 780 пойманных образцов. При этом самая маленькая особь, способная к размножению, была только 2,1 м без учёта хвоста. Размер анаконд стал предметом детального исследования, в результате которого был сделан вывод, что максимальный размер, которого могут достичь наиболее крупные анаконды, составляет приблизительно 6,7 м — это несколько выше, чем размеры крупнейших из попавших в руки учёных образцов, но несравнимо с недостоверными и безусловно сильно преувеличенными данными путешественников.
В феврале 2024 года нидерландский герпетолог Фрек Вонк заявил, что на Амазонке найден экземпляр анаконды длиной почти 8 м и весом около 200 кг. Однако позже выяснилось, что речь идёт о действительно крупной самке длиной 6,3 м.
Взрослые особи анаконд, как правило, не превышают 5 м в длину. Самки значительно крупнее и тяжелее самцов — их длина обычно приближается к 4,6 м, в то время как самцы в среднем достигают длины около 3 м. Хотя анаконда несколько короче, чем некоторые питоны, особенно сетчатый питон, но она куда более массивна: большинство взрослых самок анаконд длиной 4,5 м будет сопоставимо по весу с экстремально крупными сетчатыми питонами длиной около 7 м. Масса взрослых особей, как сообщается, обычно варьирует от 30 до 70 кг. Таким образом, анаконда — самая тяжёлая змея мировой фауны и второе по величине чешуйчатое, несколько уступающее по весу только комодскому варану.

## Ареал и проблема сохранности вида

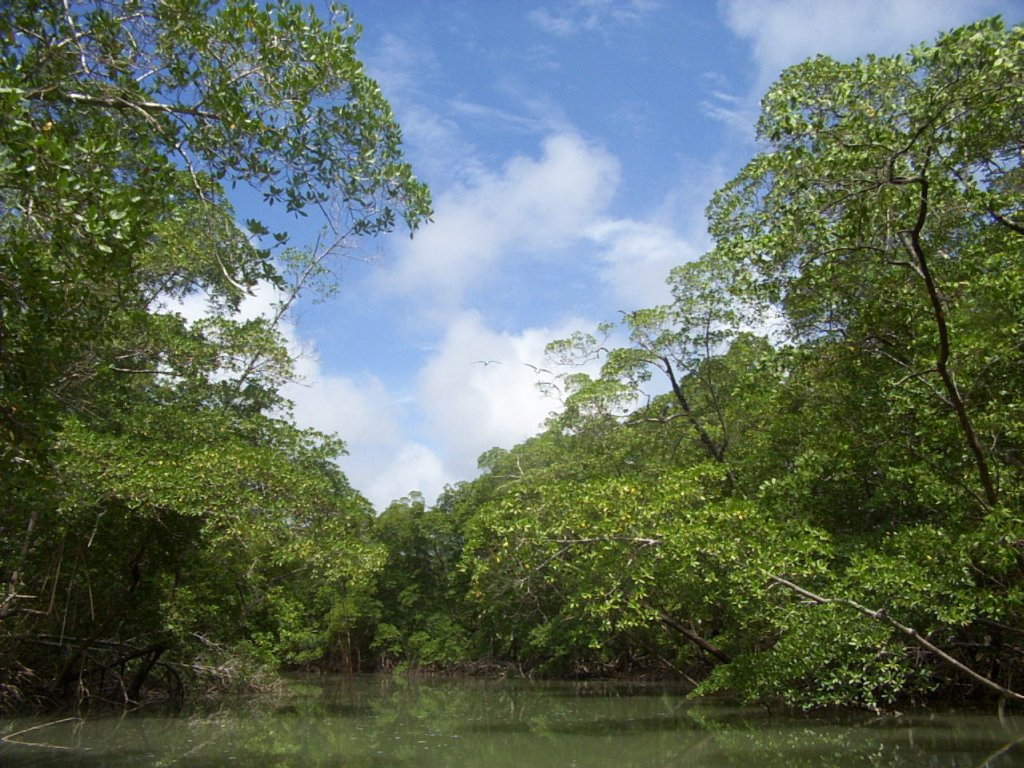
Дождевой лес в бассейне Амазонки — типичный биотоп анаконды

Анаконда населяет всю тропическую часть Южной Америки к востоку от Анд: Венесуэлу, Бразилию, Колумбию, Эквадор, восточный Парагвай, северную Боливию, северо-восточный Перу, Гайану, Французскую Гвиану, а также остров Тринидад.
Из-за труднодоступности мест обитания анаконды учёным трудно оценить её численность и проследить за динамикой популяции. По крайней мере в Международной Красной книге охранный статус анаконды числится в категории «угроза не оценивалась» (англ. Not Evaluated, NE) — из-за нехватки данных. Но в целом, видимо, анаконду можно пока считать вне угрозы. В зоопарках мира анаконд много, но приживаются они в неволе довольно непросто. Максимальный срок жизни анаконды в террариуме — 28 лет, но обычно в неволе эти змеи живут 5—6 лет.
В то же время сообщается, что из-за обезлесения бассейна Амазонки, обусловленного развитием сельского хозяйства, среда обитания анаконд вокруг этой реки сократилась на 20—31 %, а к 2020 году эта цифра может вырасти до 40 %. Это делает северных зелёных анаконд более уязвимыми к исчезновению.

## Образ жизни
Анаконда ведёт почти полностью водный образ жизни. Она держится в тихих, слабопроточных рукавах рек, заводях, старицах и озерках бассейна Амазонки и Ориноко.

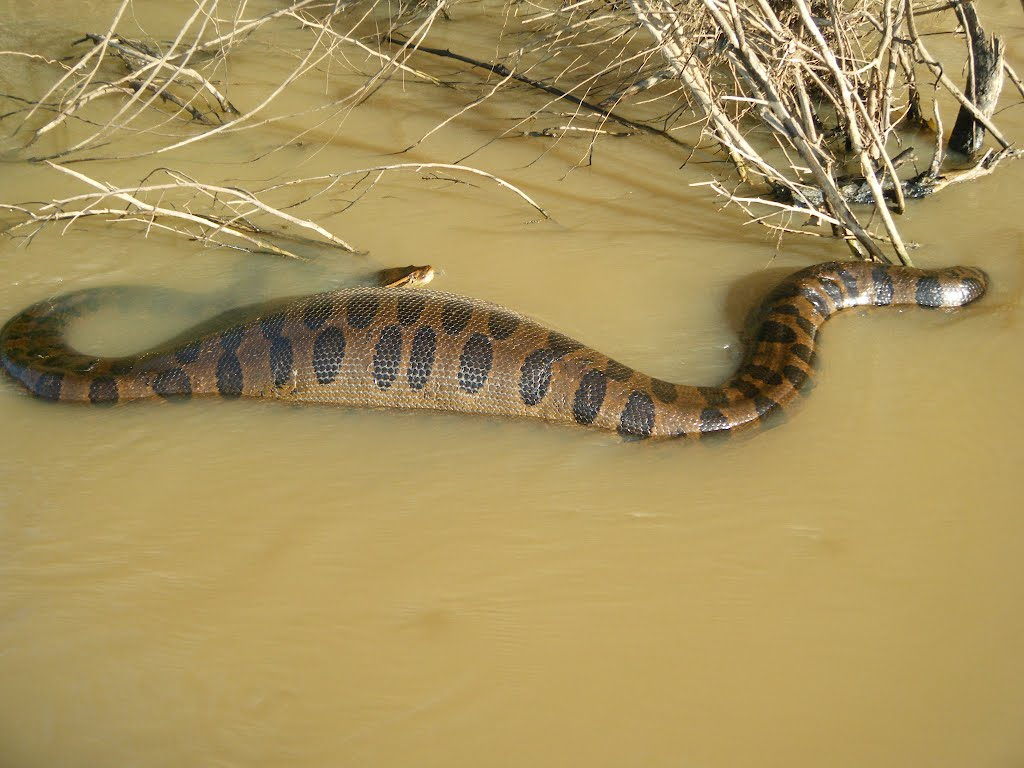
Анаконда в реке Агуапеи (Бразилия)

В таких водоёмах змея подстерегает добычу. Она никогда не отползает далеко от воды, хотя нередко вылезает на берег и греется на солнце, забираясь иногда на нижние ветви деревьев. Анаконда прекрасно плавает и ныряет и может подолгу оставаться под водой, при этом ноздри её закрываются специальными клапанами.
При пересыхании водоёма анаконда переползает в другой или спускается ниже по течению реки. В засушливый период, который бывает в некоторых местах обитания анаконды, змея зарывается в донный ил и впадает в оцепенение, в котором остаётся до возобновления дождей.
Под водой происходит и линька анаконды. В неволе приходилось наблюдать, как змея, погрузившись в бассейн, трётся брюхом о его дно и постепенно стягивает с себя старую шкуру.

### Размножение
Большую часть времени анаконды держатся поодиночке, но собираются в группы во время сезона спаривания, который приурочен ко времени начала дождей и приходится в Амазонии на апрель-май. В этот период самцы находят самок по пахучему следу на земле, ориентируясь по запаху выделяемых самкой феромонов. Есть мнение, что анаконды выделяют привлекающие партнёра вещества и в воздух, но этот вопрос требует дальнейших исследований. В период спаривания можно наблюдать, как вокруг одной спокойно лежащей самки ползают несколько сильно возбуждённых самцов. Подобно многим другим змеям, анаконды при этом сбиваются в клубок из нескольких переплетённых особей. При спаривании самец обвивается вокруг тела самки, используя для сцепления рудименты задних конечностей (как это делают все ложноногие). Во время этого ритуала слышен характерный скрежещущий звук.
Самка вынашивает приплод в течение 6—7 месяцев. Во время вынашивания она сильно теряет в весе, часто худея почти вдвое. Анаконда яйцеживородяща. Самка приносит от 28 до 42 змеёнышей (видимо, их число может доходить до 100) длиной 50—80 см, но изредка может откладывать яйца.

### Питание

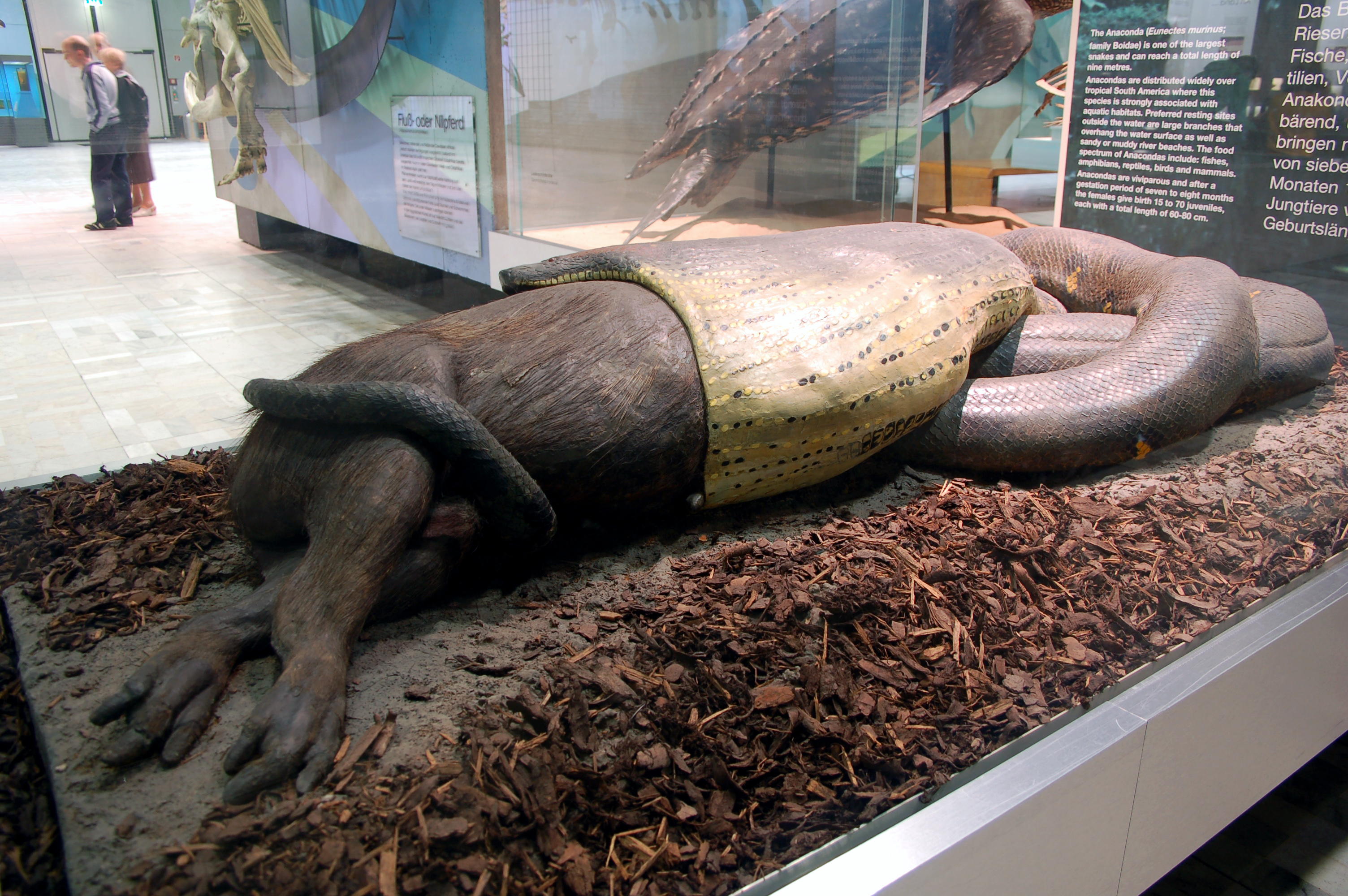
Анаконда, заглатывающая капибару (чучело в музее Франкфурта-на-Майне). Показана характерная растяжимость пасти змеи.

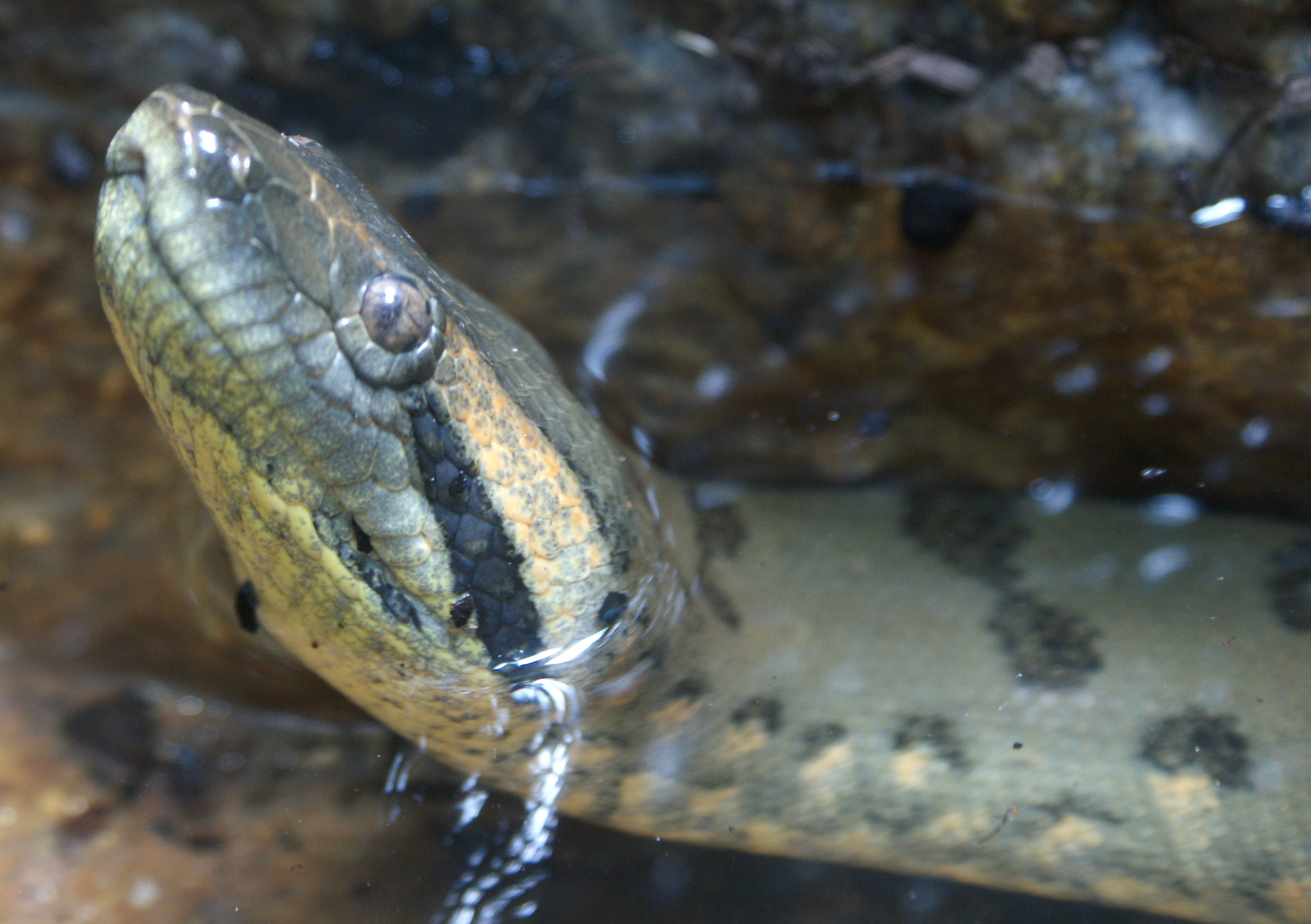
Голова анаконды

Питается анаконда различными млекопитающими, птицами и рептилиями, подстерегая их у воды. Обычно она ловит агути, водоплавающих птиц, игуан и других мелких животных. Реже, более крупные особи способны нападать на пекари, капибар и кайманов, но столь крупная добыча не является частым компонентом диеты. На обед анакондам нередко попадаются черепахи, тегу, а также змеи — по крайней мере, в зоопарке один раз анаконда задушила и съела 2,5-метрового питона. Рыба занимает в рационе анаконды значительно меньшее место, чем четвероногие обитатели сельвы. Характерен способ охоты и умерщвления добычи: нападая на различных млекопитающих и других позвоночных, удав впивается в неё зубами и одновременно сдавливает жертву кольцами своего тела, разрушая её кровеносную систему (ранее считалось, что таким способом удав душит жертву). Анаконда заглатывает добычу целой, сильно растягивая при этом пасть и глотку. В Сан-Паулу, Бразилия, анаконда длиной 4,2 метра и весом 94 кг убила и проглотила 4- или 5-летнюю самку пумы весом 42 кг, получив в процессе смертельные травмы. У анаконд отмечены частые случаи каннибализма.

### Хищничество
У взрослых самок анаконд в природе практически нет врагов; порой, однако, они могут становиться жертвами пум, ягуаров, гигантских выдр, оринокских крокодилов и чёрных кайманов. Чаще всего анаконды подвергаются хищничеству со стороны крокодиловых кайманов, с которыми они занимают схожие биотопы. Жертвой кайманов обычно становятся детеныши, а также взрослые самцы, ослабленные после спаривания, но в двух зафиксированных случаях жертвой крупных (около 2 м) самцов крокодиловых кайманов стали взрослые самки анаконд длиной около 5 м.

## Таксономия
Научное описание анаконды было впервые опубликовано шведским натуралистом Карлом Линнеем в 10 издании его «Системы природы» (1758). Линней присвоил ей латинский биномен Boa murina. Видовой эпитет murina переводится с латинского как «мышиный» и намекает на поедание ей грызунов. В 1830 немецкий зоолог Иоганн Георг Ваглер выделил его род Eunectes. Под названием Eunectes murinus анаконда признаётся до сих.
Ранее помимо номинативного подвида выделяли также Eunectes murinus gigas, однако в настоящее время он не признаётся. Кроме того, в 2024 году была опубликована статья, в которой в ходе анализа генов мтДНК было выявлено две клады, генетическая дистанция между которыми, по мнению авторов, позволяет признать их отдельными видами. Для клады, занимающей южную часть ареала, они предложили оставить название Eunectes murinus, а для «северной» клады предложили название Eunectes akayima. Вместе с тем, эта статья была подвергнута критике в связи с тем, что представленные в ней данные не позволяют сказать о видовой самостоятельности выделяемых клад, а описание нового вида проведено с нарушениями норм Международного кодекса зоологической номенклатуры, в результате чего его название было признано непригодным как nomen nudum, а название вида сведено в синонимы.

## Легенды об анаконде
Часто в описаниях различных «очевидцев» приводятся сведения об анакондах чудовищной длины. Этими сведениями грешили не только дилетанты. Известный британский путешественник по Южной Америке П. Фосетт писал о змеях невероятной величины, одну из которых он якобы подстрелил собственноручно:

«Мы вышли на берег и с осторожностью приблизились к змее… По возможности точно мы измерили её длину: в той части тела, которая высовывается из воды, оказалось сорок пять футов и ещё семнадцать футов было в воде, что вместе составляло шестьдесят два фута.
Тело её не было толстым при такой колоссальной длине — не более двенадцати дюймов… Такие большие экземпляры, как эта, попадаются нечасто, но следы, которые они оставляют в болотах, бывают иной раз шириной шесть футов и свидетельствуют в пользу тех индейцев, которые утверждают, что анаконды иногда достигают невероятных размеров, так что подстреленный мной экземпляр должен выглядеть рядом с ними просто карликом!.. Мне рассказывали о змее, убитой на реке Парагвай и превышавшей в длину восемьдесят футов!» (62 фута = 18,9 м; 80 футов = 24,4 м; 12 дюймов = 30,5 см)

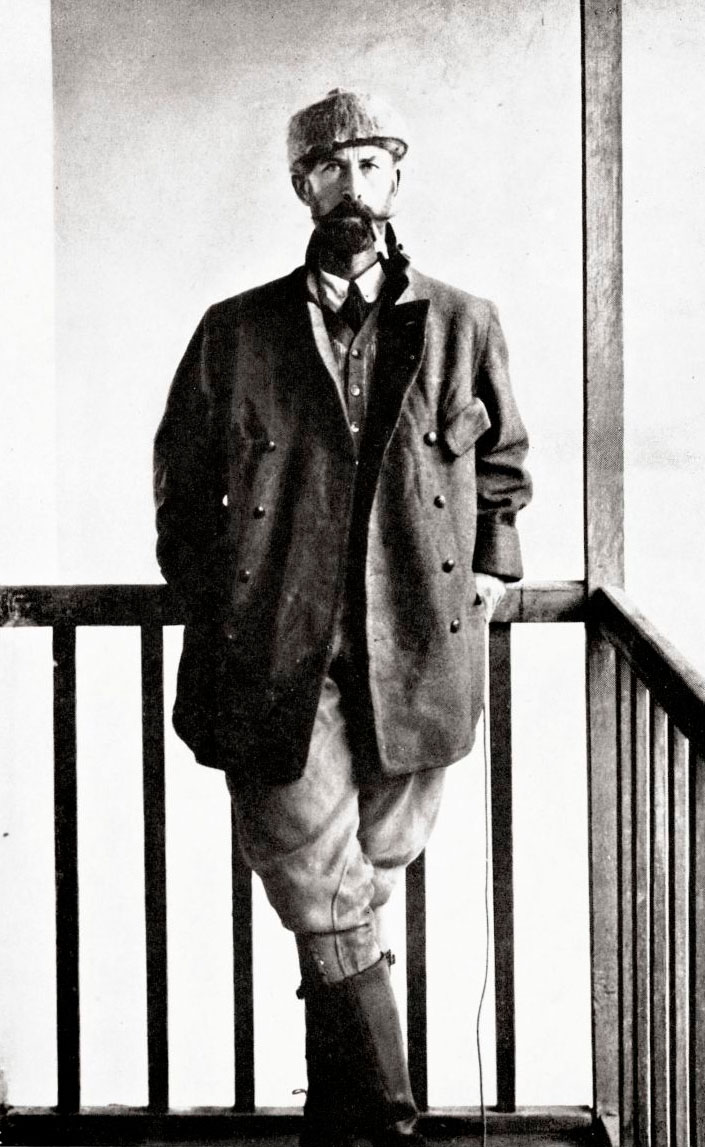
Полковник Перси Фосетт (1867—1925), известный знаток Южной Америки, оставивший тем не менее сомнительные описания анаконды

Сейчас все без исключения подобные рассказы относятся к выдумкам (тем более, что полковник Фосетт в своих записках приводил множество других безусловно ложных сведений). Даже многократно упомянутый в различных источниках экземпляр длиной 11,43 м не был задокументирован по всем правилам и большинством специалистов признаётся ненадёжным, особенно учитывая тот факт, что масса этой змеи указывается в районе 200 кг, в то время как весить животное таких размеров должно было немногим менее тонны. Вообще, самки анаконд не так часто вырастают крупнее 4 метров. Очень показательно то, что в начале XX века в США дважды — один раз президентом Теодором Рузвельтом и второй раз — Нью-йоркским зоологическим обществом объявлялась премия в 5 тыс. долл. за любую змею длиной больше 30 футов (чуть более 9 м), но так и осталась невостребованной.
Величина больше 8 метров для змеи бессмысленна с чисто биологической точки зрения. Невзирая на тот факт, что анаконда занимает несколько другую экологическую нишу, даже 6—7-метровая змея могла бы одолеть почти любого травоядного зверя сельвы. Слишком большой рост будет энергетически неоправдан — в условиях сравнительно бедного крупными животными влажного тропического леса чрезмерно большая змея себя просто не прокормит и ей самой будет сложнее укрыться от крупных хищников.
Столь же фантастичны рассказы о гипнотическом взгляде анаконды, который якобы парализует жертву, или о её ядовитом дыхании, губительно действующем на мелких животных. Тот же П. Фоссет, например, писал:

«…от неё исходило резкое зловонное дыхание; говорят, оно обладает ошеломляющим действием: запах сначала привлекает, а потом парализует жертву».

Ничего подобного современная наука, в том числе с учётом большого опыта содержания анаконд в зоопарках, не признаёт. Однако факт, что от анаконды исходит сильный неприятный запах, является достоверным.

## Анаконда и человек

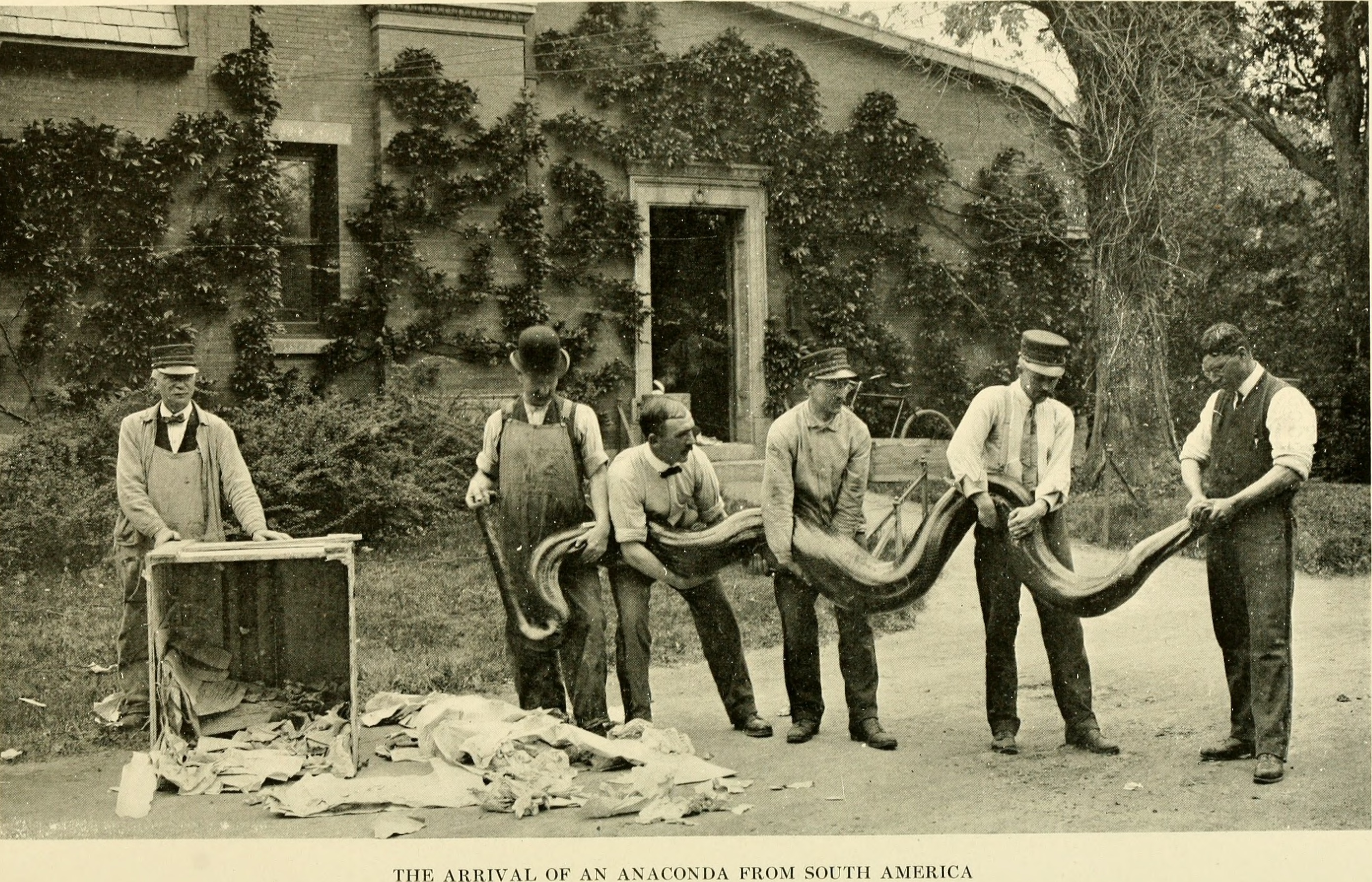
Фотография из отчёта Нью-йоркского зоологического общества за 1912 год

Анаконды нередко встречаются вблизи поселений. Домашние животные — свиньи, собаки, куры и др. — часто становятся добычей этой змеи. Но опасность анаконды для человека, судя по всему, сильно преувеличена. Единичные нападения на людей совершаются анакондой, видимо, по ошибке, когда змея видит под водой только часть тела человека или если ей кажется, что на неё хотят напасть или отнять её добычу. Единственный достоверный случай — гибель 13-летнего индейского мальчика, проглоченного анакондой — следует считать редчайшим исключением. Напротив, анаконда сама часто становится добычей аборигенов. Мясо этой змеи ценится у многих индейских племён; рассказывают, что оно очень неплохое, чуть сладковатое на вкус. Кожа анаконды идёт на различные поделки.
Охота аборигенов на анаконд подчас не требует больших усилий. Согласно книге итальянского учёного Этторе Биокка «Яноама» (1965), содержащей воспоминания белой бразильянки Хелены Валеро, захваченной в плен индейцами яномамо и прожившей у них 20 лет, охота на анаконду происходила, например, так:

«…один из них увидел на берегу огромную анаконду. Змея крепко спала, сытно пообедав оленем. Мужчина подкрался к анаконде и что есть силы ударил её топором по голове… Вечером воин сказал: „Давайте вернёмся, змея, наверное, уже умерла“»

Это описание, свидетельствующее об апатичном поведении анаконды при встрече с людьми, в общем подтверждается достаточно достоверными современными данными. Всемирно известный британский зоолог Дж. Даррелл красочно описал ловлю большой анаконды:

«…анаконда кинулась на меня довольно вяло. Она вовсе не собиралась бросить мне вызов на смертный бой, а лишь метнулась ко мне с разинутой пастью в слабой надежде на то, что я испугаюсь и оставлю её… Сделав этот выпад и подтвердив установившуюся за её родом репутацию свирепости и воинственности, анаконда свернулась под кустом в тугой узел и теперь лежала, тихо и, я бы сказал, жалобно шипя… Я решил, что не сумею обойтись без посторонней помощи, и, обернувшись, начал отчаянно размахивать руками, подзывая проводника, стоявшего с лошадьми посреди болота. Сначала он не хотел подходить ближе и только приветливо махал рукой в ответ, но увидев, что я начинаю сердиться, направился с лошадьми в мою сторону…
Снова повернувшись к кусту, я увидел лишь, что хвост зловредной, свирепой и страшной анаконды поспешно скрывается в траве. Мне осталось только подбежать к змее, схватить её за конец хвоста и оттащить на прежнее место. Теперь по всем правилам анаконде следовало обвиться вокруг меня и начать душить своим мускулистым телом. В действительности же она снова свернулась в клубок, издавая тихое, жалобное шипение. Накинув ей на голову мешок, я схватил анаконду сзади за шею. На этом борьба фактически закончилась, змея лежала совершенно спокойно, изредка подергивая хвостом и тихо шипя…»

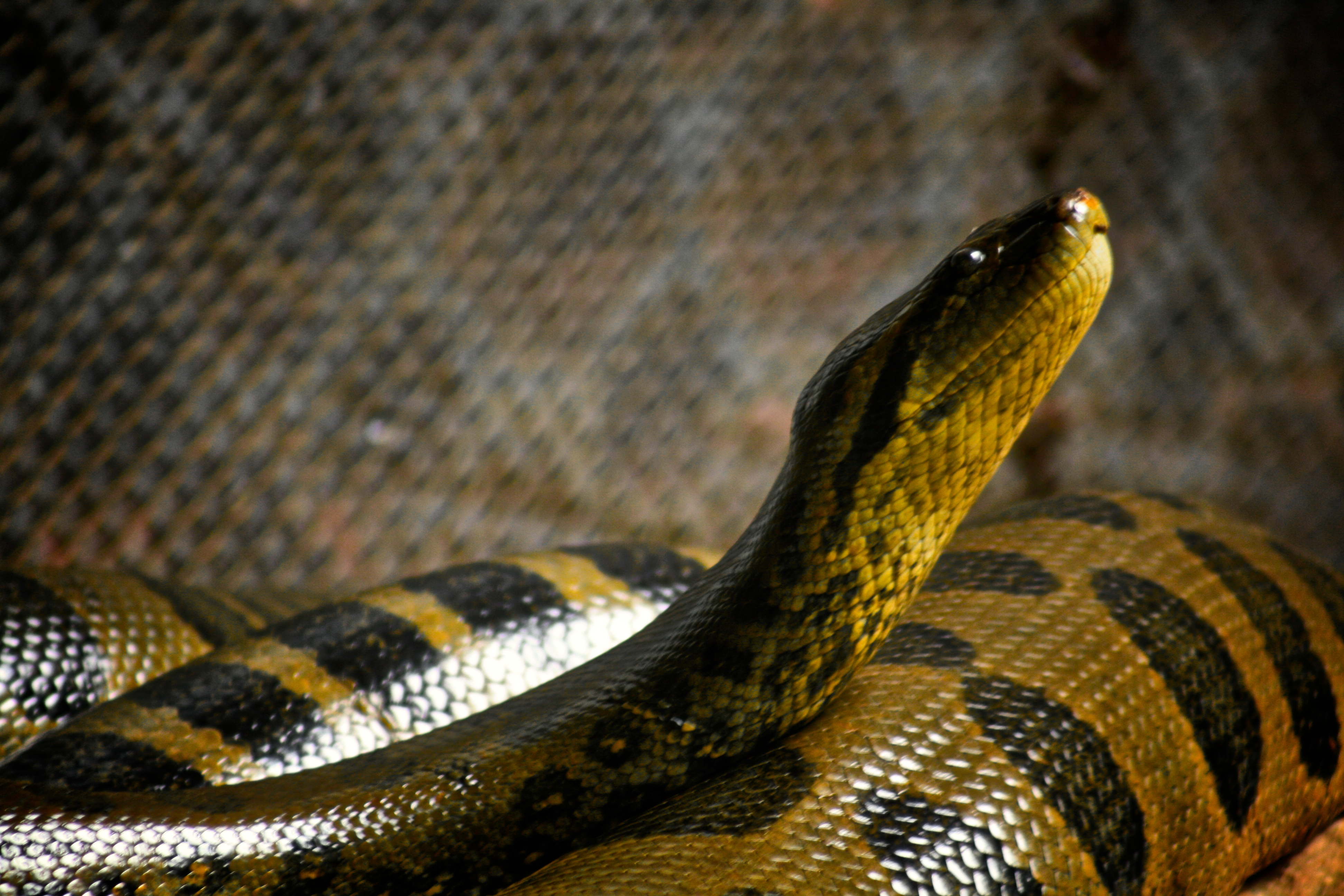
Анаконда в террариуме (зоопарк Сан-Паулу)

Впрочем, если особо крупные змеи способны весить в районе 100 килограмм и даже проглатывать добычу своего размера, то нет ничего удивительного в том, что и одиночный человек может стать добычей анаконды. Скудость информации о нападении анаконды на людей, вероятно, вызвана тем, что такие происшествия, случающиеся в глухих джунглях, остаются по большей части незарегистрированными. Анаконда, которую ловил Дж. Даррелл, могла вести себя нестандартно, будучи напугана приближением большой группы людей и их необычным поведением. Поэтому нельзя полностью сбрасывать со счетов опасность анаконды для человека. Эта змея, как и крупные питоны, должна рассматриваться как потенциально опасная.
В фольклоре индейцев Амазонии и бассейна Ориноко анаконде отведено одно из важнейших мест. Само слово «анаконда» происходит из индейских языков сельвы, хотя в бассейне Амазонки она чаще называется «суруссу».

## В художественной литературе
Является центральным персонажем философской сказки классика уругвайской литературы Орасио Кироги «Анаконда» (Anaconda, 1921).

## В кино
В США были сняты триллеры «Анаконда» (1997), его продолжения «Анаконда 2: Охота за проклятой орхидеей» (2004), «Анаконда 3: Цена эксперимента» (2008) и «Анаконда 4: Кровавый след» (2009), а также кроссовер «Озеро страха: Анаконда» (2015).